# Прибульці нізвідки
Прибульці нізвідки (фр. Ceux de nulle part) - науково-фантастичний роман письменника Франсіса Карсака. Роман був виданий в 1953 році.

## Сюжет
Волею випадку молодий доктор Всеволод Клер опиняється на борту інопланетного корабля раси ісси, потерпілого аварію в результаті атаки винищувача-перехоплювача. З екіпажем корабля він відправляється до їх рідного сонця в дуже далеку галактику. Клер потрапляє в неймовірний світ високих технологій, космічних польотів, прекрасних планет, зустрічає свою любов і стає безпосереднім учасником нещадної війни Співдружності Людських Світів з місліками - гасителями зірок.